# 劉吉和
劉吉和（1434年—？），字中節，直隸保定府容城縣人，明朝政治人物。進士出身。

## 生平
順天府鄉試第四十二名。成化二年（1466年）丙戌科會試第二百三十六名，殿試登進士第三甲第一百九十二名。

## 家族
曾祖劉士原。祖父劉義之。父亲劉汝勵，曾任知縣。